# Avenida Senador Salgado Filho (Natal)
A Avenida Senador Salgado Filho é uma importante via localizada em Natal, capital do estado do Rio Grande do Norte. É uma das principais e maiores avenidas da capital potiguar. Nela se concentram vários estabelecimentos comerciais, como o maior shopping do estado, o Midway Mall, e o Campus Natal - central do Instituto Federal do Rio Grande do Norte. A avenida é frequentemente palco de manifestações políticas de diferentes segmentos ideológicos.